# Линк (Марс)

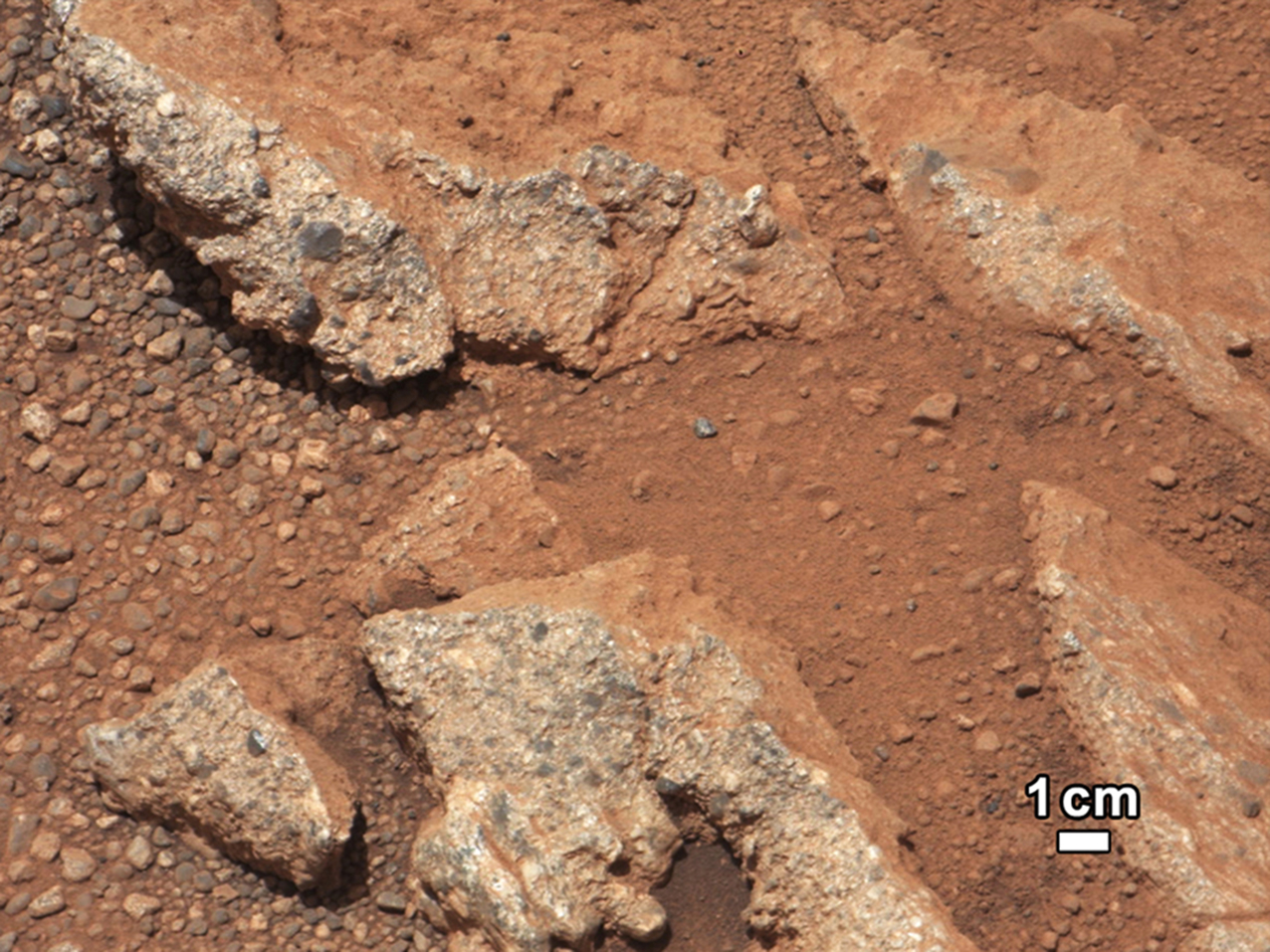
Горное обнажение Линк — часть древнего русла, 14 сентября 2012 года.

Линк (англ. Link) — горное обнажение, находится на равнине Aeolis Palus, лежащей между долиной Мира и горой «Эолида», в кратере Гейла, на планете Марс. Приблизительные координаты центра — 4°35′ ю. ш. 137°26′ в. д. / 4,59° ю. ш. 137,44° в. д.. Обнажение было обнаружено марсоходом Кьюриосити на местности Bradbury Landing 2 сентября 2012 года (27 сол миссии).
Название происходит от обширного скального образования (и озера) на Северо-Западной территории, Канады.
Обнажение содержит хорошо сортированный конгломератовый гравий, с удивительно округлой, гладкой галькой. Иногда, галька достигает нескольких сантиметров в поперечнике, и может быть погребена в кучу среди более мелких закруглённых частиц достигающих до сантиметра в поперечнике. Данная структура была определена как речное отложение. Долгое время это отложение формировалось в активно текущем потоке — части древнего аллювиального потока, который спускался с крутых склонов на краю кратера Гейла.

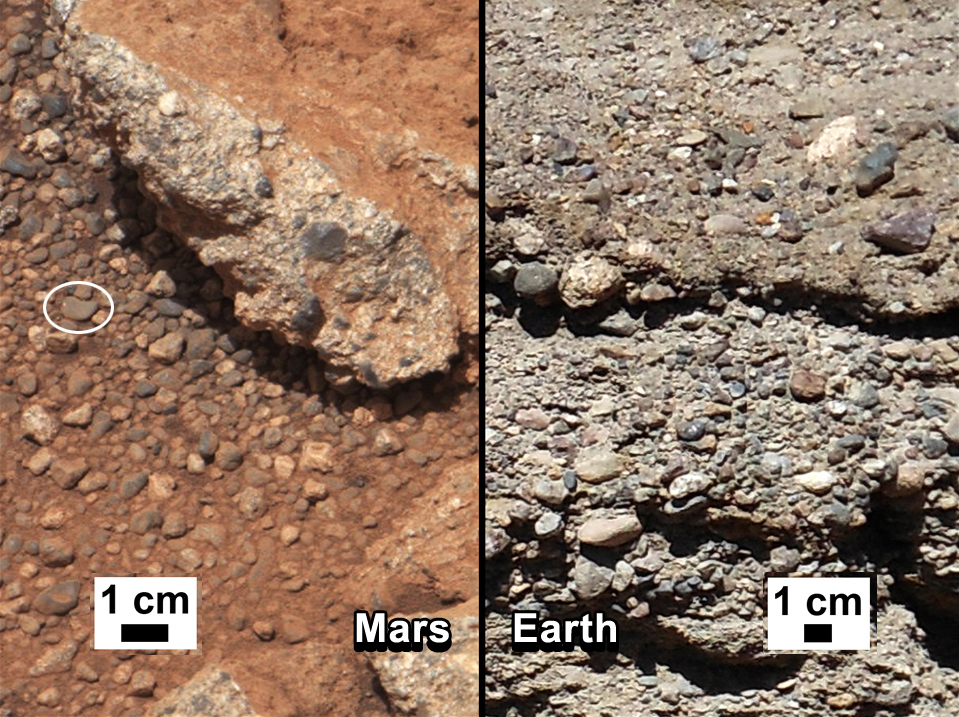
Марсианский и земной (справа) гравий
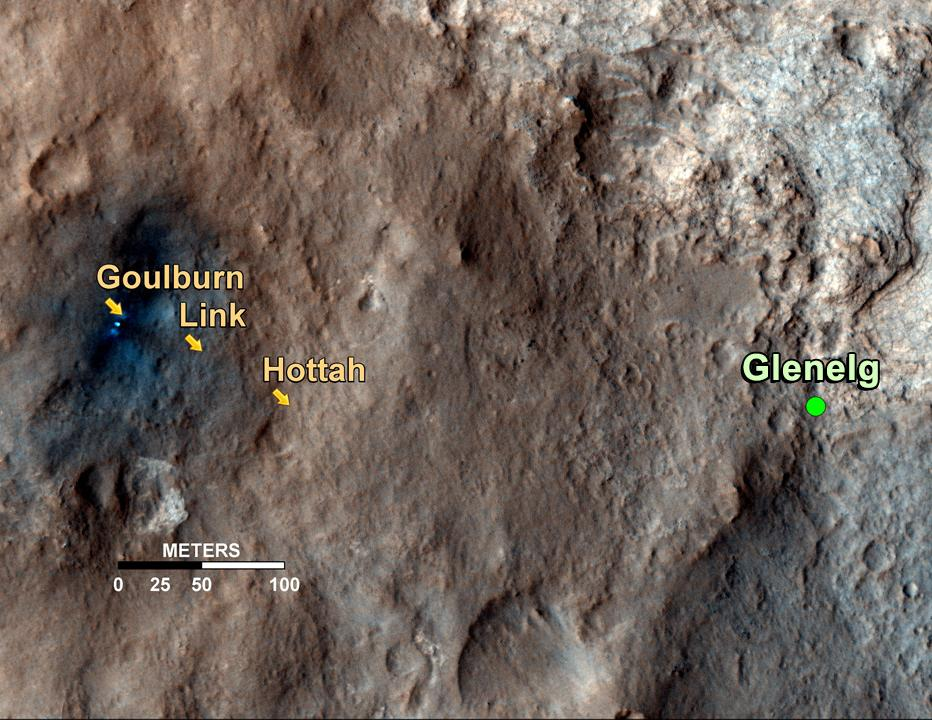
Линк и другие горные обнажения с орбиты Марса, MRO, 27 сентября 2012 года